# Monkey Man
Monkey Man és una pel·lícula de thriller d'acció del 2024 dirigida i produïda per Dev Patel en el seu debut com a director, qui també va coescriure el guió amb Paul Angunawela i John Collee. La pel·lícula és protagonitzada pel mateix Patel com el personatge principal, amb Sikandar Kher, Sharlto Copley, Pitobash i Vipin Sharma en papers secundaris. S'ha subtitulat al català.
Monkey Man es va projectar al festival South by Southwest l'11 de març de 2024 i Universal Pictures va estrenar-la als Estats Units i al Canadà el 5 d'abril de 2024. La pel·lícula va rebre crítiques generalment positives i va recaptar 35 milions de dòlars a tot el món amb un pressupost de 10 milions de dòlars.